# Хаджикурбанов, Сергей Гокиевич
Сергей Гокиевич Хаджикурбанов — бывший оперуполномоченный Управления по борьбе с организованной преступностью (УБОП) МВД России, уволенный в 2003 году. В 2004 году был осуждён на четыре года за превышение служебных полномочий, но после пересмотра срока заключения вышел на свободу в сентябре 2006 года. В августе 2007 года был арестован по подозрению в организации убийства журналистки Анны Политковской 7 октября 2006 года, был оправдан судом присяжных в феврале 2009 года. В феврале 2010 года осуждён на восемь лет колонии за вымогательство. Член Союза журналистов России.

## Биография
Сергей Гокиевич Хаджикурбанов родился 16 февраля 1967 года. Публиковались только отрывочные сведения из его биографии. Известно, что начинал он работать в милиции водителем, его последней должностью был пост оперуполномоченного 8-го отдела центрального регионального управления по борьбе с организованной преступностью (ЦРУБОП) при главном управлении по борьбе с организованной преступностью (ГУБОП) МВД России, который занимался этническими преступными группами. На этом посту он работал с чеченскими преступными группировками, имел агентурные связи в Москве и самой Чечне, где часто бывал в командировках. Также Хаджикурбанов занимался освобождением заложников: в 2000 году он участвовал в спецоперации по вызволению из рук чеченцев Ади Шарона (Adi Sharon), сына еврейского бизнесмена, за которого требовали выкуп в 8 миллионов рублей. Также он участвовал в освобождении заложников во время теракта на мюзикле «Норд-Ост» в 2002 году, причем, как писала Газета.ru, впоследствии его обвиняли в мародёрстве.

## Убийство Анны Политковской
7 октября 2006 года в подъезде своего дома была убита российская журналистка Анна Политковская. Генеральная прокуратура в качестве основной версии выбрала «чеченский след»: в убийстве журналистки обвинили алазанскую (лазанскую) преступную группировку, чьим лидером был чеченский сепаратист и криминальный «авторитет» Хож-Ахмед Нухаев, также подозреваемый в организации убийства Пола Хлебникова. По версии следствия, «алазинцы» решили убить Политковскую потому, что к ней «имели серьёзные претензии большие люди в Чечне». Заказ на убийство «алазинцы» передали своему московскому «наместнику» Магомеду Демельханову, который поручил его братьям Рустаму (непосредственно исполнителю убийства), Джабраилу и Ибрагиму Махмудовым. Генеральная прокуратура утверждала, что Махмудовы, якобы, связались с Хаджикурбановым, который во время работы в УБОП занимался, в частности, «алазинцами», и попросили его помочь организовать слежку за Политковской. По версии следствия, Хаджикурбанов привлек для слежки за журналисткой сотрудников оперативно-поискового управления ГУВД Москвы. К уголовному делу были привлечены и другие лица, но они были отпущены. Также следствие не смогло доказать, что заказчиками преступления были Нухаев или Демельханов.
По мнению следствия, в качестве оплаты за убийство Политковской Хаджикурбанов получил два автомобиля «БМВ» и «Форд», а также мотоцикл «Ямаха». В августе 2007 года Хаджикурбанов был объявлен в розыск, ему было предъявлено обвинение по статье 105 (убийство), а позже ещё и обвинения по статьям 222 (незаконный оборот оружия), 286 (превышение должностных полномочий) и 163 (вымогательство). По данным следствия, Хаджикурбанов был фактическим организатором преступления, он же приобрел и пистолет, которым было осуществлено убийство. Следствию добавило к делу и эпизод с вымогательством денег у Поникарова. Разыскивать Хаджикурбанова не пришлось, в конце августа он был арестован. Примечательно, что во время следствия он некоторое время находился в одной камере с серийным убийцей Александром Пичушкиным.
Впрочем, адвокаты Хаджикурбанова настаивали на том, что следствие искусственно объединило обвиняемых в одну группу для того, чтобы отчитаться о раскрытии громкого преступления. Сам Хаджикурбанов заявил, что не мог участвовать в преступлении, поскольку в день убийства праздновал день рождения своей матери. Также на невиновность Хаджикурбанова указывали распечатки его телефонных переговоров: выяснилось, что с сентября 2006 по лето 2007 года Хаджикурбанов ни разу не связывался с Ибрагимом Махмудовым, а Джабраилу звонил только один раз, в декабре 2006 года, уже после убийства Политковской. Кроме того, утверждалось, что он не мог участвовать в организации убийства, поскольку только недавно вышел из тюрьмы. Впрочем, следствие считало, что для подготовки убийства Хаджикурбанов мог на некоторое время покидать тюрьму. Скептически по отношению качеству действиям следствия относились и адвокаты семьи Политковской.
Процесс по делу об убийстве Политковской начался в ноябре 2008 года в открытом режиме в Московском окружном военном суде. Как писала пресса, Хаджикурбанов на слушаниях выглядел жизнерадостно и был уверен в своей невиновности, заявляя, что прокуратура намерена сделать из него «крайнего». 19 февраля 2009 года суд присяжных полностью оправдал всех обвиняемых по делу Политковской, их освободили в зале суда. Это решение было обжаловано Генеральной прокуратурой и Следственный комитет при прокуратуре РФ (СКП) продолжил расследование этого уголовного дела.
В конце апреля 2008 года против Хаджикурбанова было возбуждено уголовное дело по факту вымогательства, 25 февраля 2009 года ему было предъявлено новое обвинение, а в апреле он был арестован. Хаджикурбанову вменялось в вину вымогательство денег у Дмитрия Павлюченкова (Павлюченко), бывшего начальника отдела ГУВД Москвы, который был главным свидетелем обвинения по делу Политковской. Пресса писала о том, что во время пребывания Хаджикурбанова в тюрьме Павлюченков получил от экс-главы Ачхой-Мартановского района Шамиля Бураева 25 тысяч долларов, собранных для помощи семьи бывшего милиционера, однако присвоил их себе и потому был заинтересован в обвинительном приговоре против Хаджикурбанова по делу Политковской. После выхода из тюрьмы в 2006 году бывший милиционер потребовал у Павлюченкова вернуть ему деньги с процентами (в прессе называлась сумма от 50 до 350 тысяч долларов), и когда тот отказался, пригрозил убить всю его семью. Впоследствии Павлюченков отдал эти деньги бывшему милиционеру, а тот, в свою очередь, передал их Бураеву. По мнению Хаджикурбанова, возбуждение нового уголовного дела было местью следствия за вынесенный в феврале оправдательный приговор.
В сентябре 2009 года Верховный суд РФ вернул «дело Политковской» для дальнейшего расследования в СКП. В том же месяце в Таганском райсуде Москвы начался процесс по делу Хаджикурбанова о вымогательстве. Вместе с ним на скамье подсудимых оказался Червоня Оглы, которому было предъявлено обвинение в посредничестве при передаче денег. Ходатайство Хаджикурбанова об объединении дела о взятке с «делом Политковской» судом удовлетворено не было. 15 февраля 2010 года суд вынес решение: оба фигуранта дела были признаны виновными, Хаджикурбанов был осуждён на восемь лет колонии строгого режима, а Оглы — на семь лет колонии строгого режима.
В октябре 2010 года Хаджикурбанову было повторно предъявлено обвинение в соучастии в убийстве Политковской.
20 мая 2014 года коллегия присяжных признала Гайтукаева, Хаджикурбанова и братьев Махмудовых виновными в организации убийства журналистки; снисхождения, по их мнению, заслуживал только Ибрагим Махмудов. Все пятеро обвиняемых свою вину отрицали.
9 июня состоялось оглашение приговора. Рустам Махмудов и Лом-Али Гайтукаев были приговорены к пожизненному лишению свободы, Сергей Хаджикурбанов — к 20 годам тюрьмы, Джабраил и Ибрагим — соответственно, к 14 и 12 годам заключения.

### Помилование
14 ноября 2023 года Хаджикурбанов получил помилование после участия в войне России против Украины, выйти на свободу он должен был только в 2034 году.
17 ноября 2023 года получил орден Мужества.